# Тарновский, Ян Амор

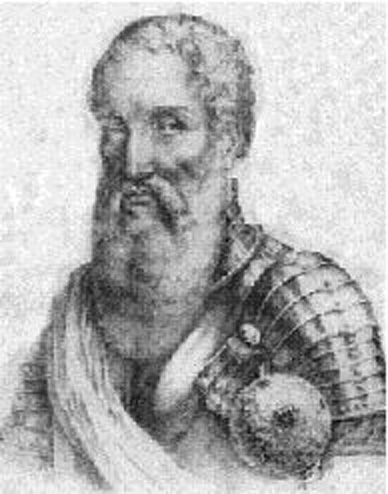
Ян Амор Тарновский

Ян Амор Тарновский (пол. Jan Amor Tarnowski; 1488; Тарнув — 16 мая 1561; Выверка) — польский военный и государственный деятель, гетман великий коронный в 1527—1559 годах, каштелян краковский с 1536 года, воевода краковский с 1535 года, воевода русский с 1527 года, каштелян войницкий. Основатель города Тернополь.

## Биография
Сын воеводы краковского Яна Амора Тарновского Младшего (1420/1430 — 1500) и Барбары из Рознова, внучки Завиши Чёрного. Происходил из благородной семьи, которая издавна владела землями в Малой Польше. Воспитывался при дворах кардинала Фридерика Ягелончика и королей Яна Ольбрахта, Александра и Сигизмунда Старого. Учился в Краковской академии. Получил всестороннее классическое гуманитарное, а также военное образование.
Свой боевой путь начал в возрасте 22 лет под руководством гетмана Константина Острожского. Принимал участие в походе на Молдавию в 1512, где руководил кавалерийским подразделением. В 1517—1521 году, чтобы улучшить своё образование, осуществил большое путешествие по миру: побывал в странах Западной Европы и посетил Ближний Восток — в том числе Сирию, Палестину, Египет, Грецию, Турцию. По приглашению Португальского короля возглавил португальские войска в войне с берберами в Африке.
В Стародубской войне командовал польским войском. При осаде Стародуба с Юрием Радзивиллом уничтожил, по сообщениям русских летописей, 13 тысяч мирных жителей. Дочь Софию выдал за князя Константина Василия Острожского; у них сын Януш.

## Семья

### Жёны и дети
Ян Амор Тарновский был дважды женат. В 1511 году женился первым браком на Барбаре Тенчинской (1490—1521), дочери воеводы белзского и русского Николая Тенчинского (ум. 1497).
Дети от первого брака:
- Ян Александр Тарновский
- Ян Амор Тарновский (ок. 1516 — 1537), пробст краковский (1531) и тарновский (1532), секретарь королевский (1537)

В мае 1530 года вторично женился на Софье Шидловецкой (1513—1551), дочери великого канцлера коронного Кшиштофа Шидловецкого и Софьи Тарговицкой.
Дети от второго брака:
- Софья Тарновская (ок. 1534 — 1570), жена с 1553 года воеводы киевского князя Константина Константиновича Острожского (1527—1608)
- Ян Кшиштоф Тарновский (1536/1537 — 1567), секретарь королевский (1554), каштелян войницкий (1557) и староста сандомирский. Последний мужской представитель рода Тарновских.